# 皇甫湜
皇甫湜（777年—835年），字持正，睦州新安（今浙江淳安）人。唐代文學家。是引發牛李黨爭的人物之一。

## 生平
皇甫湜是唐宪宗宰相王涯的外甥，元和三年（808年）与牛僧孺、李宗闵并登贤良方正科第三等，三人猛烈抨击时政，引起宰相李吉甫不满，舅王涯、裴垍被免去翰林学士之职，考官杨于陵、韦贯之也被外贬。皇甫湜补授陆浑尉，久久不得晋升。后官至工部郎中。裴度辟為判官。皇甫湜出韓愈門下，從韓愈學古文，思想傾向與韓愈相近，為文亦言聖道，但其闢佛不若韓愈積極。文章奇僻，今存詩三首，《全唐詩》僅收其《題浯溪石》一首。《答李生書》三篇，是皇甫湜文論的代表作，反覆論辯“奇”與“常”在文章中的關係。他說“夫意新則異於常，異於常則怪矣；詞高則出於眾，出於眾則奇矣。”又說:“夫文者非他，言之華者也，其用在通理而已，固不務奇，然亦無傷於奇也。”宋人輯有《皇甫持正文集》。
皇甫湜跟他的老師韩昌黎一樣，常給人家寫墓誌銘一類的文章，稿費不菲，價碼是“每字三匹絹，更減八分錢不得”。韓文公似特重皇甫湜，囑咐他寫墓誌銘，李翱只令作行狀。曾作《昌黎韓先生墓誌銘》、《韓文公神道碑》是研究韓愈的重要史料。
现今居住在桐庐的桐江皇甫氏自称是其后人。